# Erzbahn

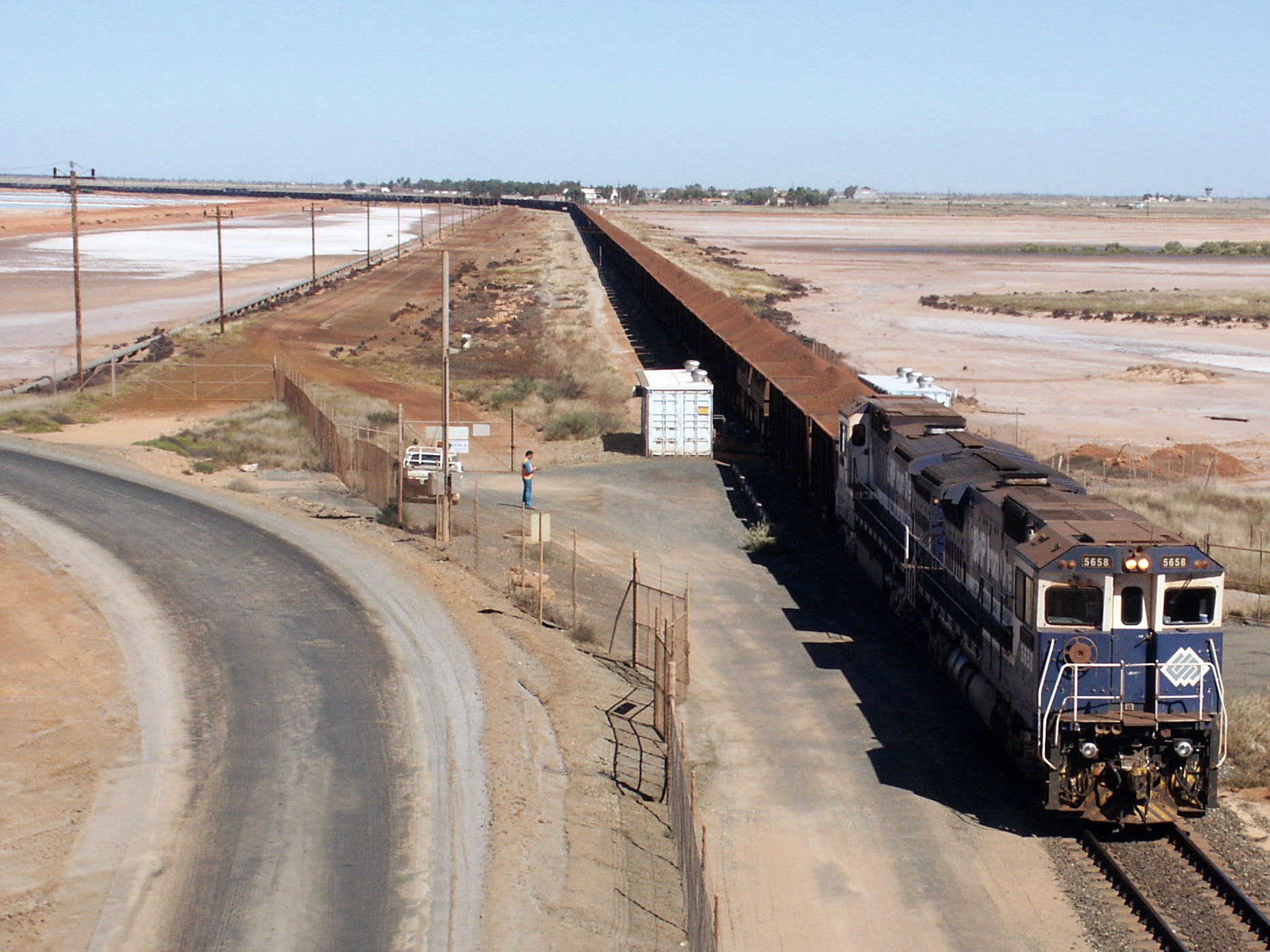
Eisenerzbahn in Australien

Als Erzbahn werden verschiedene Montanbahnstrecken bezeichnet, auf denen vornehmlich Erz zwischen der Gewinnung (Erzbergbaureviere) und der weiterverarbeitenden Industrie (insbes. Hüttenwerke) befördert wird.
Erzbahnzüge gehören zu den schwersten Güterzügen überhaupt, entsprechend hohe Anforderungen werden an die Antriebsleistung der Lokomotiven und die Bauweise der Gleisanlagen gestellt. 

## Beispiele
Es gibt mehrere Bahnen, die den Namen „Erzbahn“ tragen:
- Bahnstrecke Luleå–Narvik, Bahnstrecke in Schweden und Norwegen
- eine ehemalige Bahnstrecke im Ruhrgebiet, siehe Erzbahn (Bochum)
- eine ehemalige Bahnstrecke von Hasbergen nach Velpe, siehe Perm-Bahn
- Erzbahn Silberhütte–Neudorf, Harz
- Erzbergbahn, Steiermark
- sinngemäß Orex line, eine Eisenerzexportbahnstrecke in Südafrika.